# Montseron
Montseron – miejscowość i gmina we Francji, w regionie Oksytania, w departamencie Ariège.
Według danych na rok 2010 gminę zamieszkiwały 84 osoby, a gęstość zaludnienia wynosiła 9 osób/km².